# Isola North Kent
L'isola North Kent è un'isola disabitata del territorio di Nunavut, in Canada.

## Geografia
L'isola si trova nello stretto di Cardigan, tra la penisola di Colin Archer (che si trova a nord-ovest dell'isola di Devon) e la penisola di Simmons (sull'isola di Ellesmere).
Ha un'area totale di 590 km², misura 42 km in lunghezza, 23 km in larghezza ed è in gran parte coperta da una cappa di ghiaccio, con scogliere particolarmente scoscese.

## Fauna
Si tratta di un'isola riconosciuta come Important Bird Area, nonché un sito studiato nell'ambito dell'International Biological Program. Tra le specie di uccelli presenti si annoverano l'uria nera, l'edredone comune, il gabbiano glauco ed il gabbiano di Thayer.